# Club de Fútbol Barcelona 1950-1951

## Rosa
| N. |                      | Ruolo | Calciatore                  |
| -- | -------------------- | ----- | --------------------------- |
|    | Spagna (bandiera)    | P     | Antoni Ramallets            |
|    | Spagna (bandiera)    | P     | Juan Zambudio Velasco       |
|    | Spagna (bandiera)    | D     | Gustau Biosca               |
|    | Spagna (bandiera)    | D     | Joan Segarra                |
|    | Spagna (bandiera)    | D     | José María Martín Rodríguez |
|    | Spagna (bandiera)    | D     | José Seguer                 |
|    | Spagna (bandiera)    | D     | Francesc Calvet             |
|    | Spagna (bandiera)    | D     | Curta                       |
|    | Spagna (bandiera)    | D     | Joaquim Tejedor             |
|    | Romania (bandiera)   | C     | Nicolae Simatoc             |
|    | Argentina (bandiera) | C     | Marcos Aurelio Di Paulo     |

| N. |                      | Ruolo | Calciatore                |
| -- | -------------------- | ----- | ------------------------- |
|    | Spagna (bandiera)    | C     | Marià Gonzalvo            |
|    | Spagna (bandiera)    | C     | Luis Aloy                 |
|    | Spagna (bandiera)    | C     | Josep Canal               |
|    | Spagna (bandiera)    | C     | Miguel Torra              |
|    | Ungheria (bandiera)  | A     | László Kubala             |
|    | Spagna (bandiera)    | A     | Estanislao Basora         |
|    | Spagna (bandiera)    | A     | César Rodríguez           |
|    | Argentina (bandiera) | A     | Mateu Nicoláu             |
|    | Spagna (bandiera)    | A     | Eduardo Manchón           |
|    | Spagna (bandiera)    | A     | Jaime Escudero Etxebarria |
|    | Spagna (bandiera)    | A     | José Vila Escuer          |
|    | Spagna (bandiera)    | A     | Jaime Peiro Arbonés       |

### Staff tecnico
- Allenatore:  Ferdinand Daučík